# Baryceros eucleidis
Baryceros eucleidis är en stekelart som först beskrevs av Blanchard 1936.  Baryceros eucleidis ingår i släktet Baryceros och familjen brokparasitsteklar. Inga underarter finns listade.